# 比洛希爾亞區

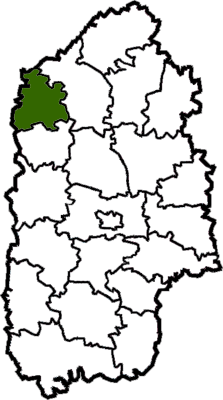
比洛希爾亞區在赫梅利尼茨基州的位置

比洛希爾亞區（烏克蘭語：Білогірський район）是烏克蘭西部赫梅利尼茨基州的舊區，区府为比洛希爾亞，並於2020年被撤銷。該區面積776.3平方公里，2015年人口27,232，人口密度每平方公里35.08人。